# Rafael Rocafull y Monfort
Rafael Rocafull y Monfort (Cádiz, 1825 - h. 1902) fue un fotógrafo y pintor español.

## Biografía y obra
Inició su formación artística en la Escuela de Bellas Artes de Cádiz y realizó a lo largo de su vida diferentes obras pictóricas de temática costumbrista, aunque también practicó el retrato y el paisaje. Participó en la exposición de bellas artes que se celebró en la ciudad de Cádiz en el año 1854, obteniendo una medalla de plata, y en la que tuvo lugar en Jerez de la Frontera en 1858. Algunos de sus lienzos son: Sacra familia, San Antonio, Ángel de la Guarda, El Prisionero de la Bastilla, Cuatro cuadros sobre Cuatro Estaciones y Una aldeana.
Fue asimismo uno de los pioneros de la fotografía en España, realizó numerosos retratos, entre ellos la serie Académicos, dedicada a los miembros de la Academia de Bellas Artes de Cádiz de la que el mismo fue miembro. También editó álbumes con colecciones de fotografías dedicadas a varias ciudades españoles, como Córdoba y Sevilla. Sus tomas de la ciudad de Cádiz son fundamentales para conocer la evolución de la imagen de la ciudad en la segunda mitad del siglo XIX.
Desempeñó el cargo de director del Museo de Pintura de Cádiz y se interesó incluso por los temas políticos, llegando a ser nombrado en dos ocasiones concejal del Ayuntamiento de Cádiz. Se cree que se trasladó fuera de su ciudad natal en 1902, a los 77 años, ignorándose la fecha y lugar exacto en que tuvo lugar su fallecimiento. Muchas de sus obras pictóricas pertenecen actualmente a colecciones particulares, como la titulada Aldeanos en una taberna (Colección Bellver de Sevilla).